# Dziady (zwyczaj)
Dziady (biał. Дзяды; ukr. Діди; lit. Ilgės) – w folklorze słowiańskim określenie na duchy przodków oraz zbiór przedchrześcijańskich obrzędów, rytuałów i zwyczajów, które były im poświęcone. Istotą tych obrzędów było „obcowanie żywych z umarłymi”, a konkretnie nawiązywanie relacji z duszami przodków, okresowo powracającymi do siedzib z czasów swojego życia. Celem działań obrzędowych było pozyskanie przychylności zmarłych, których uważano za opiekunów w sferze płodności i urodzaju. Nazwa „dziady” używana była w poszczególnych gwarach głównie na terenach Białorusi, Polesia, Rosji i Ukrainy (niekiedy także na obszarach pogranicznych, np. Podlasie, Obwód smoleński, Auksztota), jednak pod różnymi innymi nazwami (pominki, przewody, radecznica, zaduszki) funkcjonowały bardzo zbliżone praktyki obrzędowe, powszechne wśród Słowian i Bałtów, a także w wielu kulturach europejskich, a nawet pozaeuropejskich.

## Etymologia
W kontekście pogańskiego święta zmarłych najpopularniejszą nazwą są „dziady”. Słowo „dziad” pochodzi z prasłowiańskiego słowa *dědъ (lm *dědi) oznaczającego przede wszystkim „ojca ojca, ojca matki”, „człowieka starego zajmującego honorową pozycję w rodzinie”, „przodka” oraz „starca”. Drugim znaczeniem jest też „duch, demon” (por. dziadzi uważane za eufemizm od diabli, kasz. dżôd „zły duch, którym straszą dzieci, duch domowy”, cz. děd „bożek domowy”, ros. died w dialekcie „czart, duch domowy”, Psków, Smoleńsk: diedý (lm) „obrzęd dla uczczenia zmarłych”, ukr. didý (lm) pot. „cienie w kątach izby (o zmroku)”, „dzień wspominania zmarłych, zaduszki”, biał. dzied, dziadý (lm) „obrzęd dla uczczenia zmarłych, dzień wspominania zmarłych, zaduszki”). Z drugim znaczeniem powiązane są słowa pokrewne tj. prasł. *dedъka: dial. ros. diedka „diabeł, czart, duch domowy”, diedia „diabeł” (np. lesnoj diedia „diabeł leśny”), prasł. *dedъko: ros. diedko „czart, duch domowy”, słow. dedkovia (lm) „domowe bożki, duchy przodków, duchy opiekuńcze domu”, ukr. didko „czart, diabeł, nieczysta siła”, czy prasł. *dědъkъ: dolnołuż. źědki (lm) „gnomy”, cz. dedek „domowy bożek”.

## Daty
W tradycji słowiańskiej, w zależności od regionu, święta zmarłych przypadały co najmniej dwa razy w roku. Głównymi dziadami były tzw. dziady wiosenne i dziady jesienne:
- Dziady wiosenne obchodzono w okolicach 1 i 2 maja (zależnie od faz księżyca)[1]
- Dziady jesienne obchodzono w noc z 31 października na 1 listopada, zwaną też nocą zaduszkową, co było przygotowaniem do jesiennego święta zmarłych, obchodzonego w okolicach 2 listopada (zależnie od faz księżyca)[1]

## Obrzędy dziadów

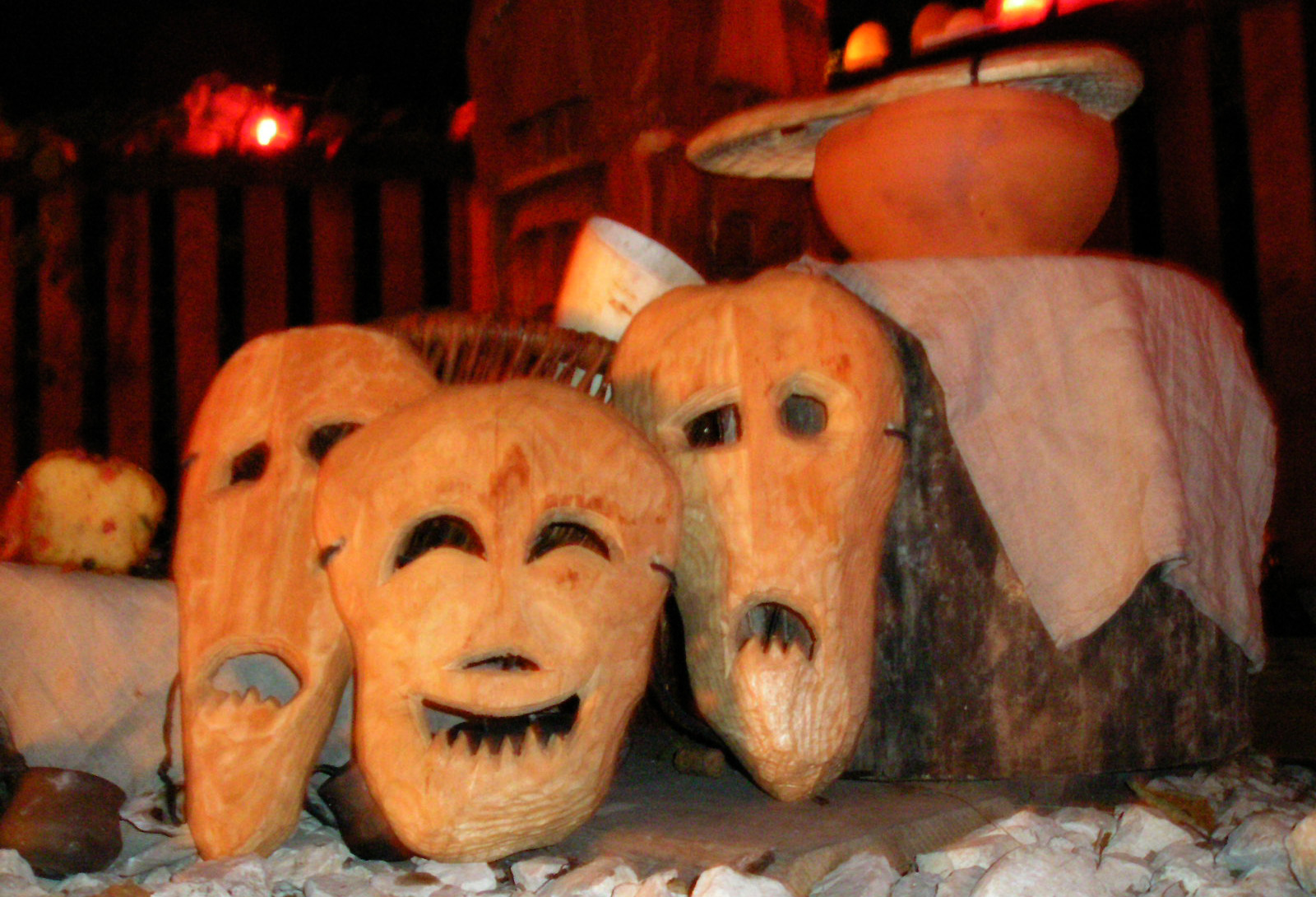
Pokarmy dla duchów zmarłych i symbolizujące je maski (kraboszki) – Dziady 2009, RKP, Chram Mazowiecki

W ramach obrzędów dziadów przybywające na „ten świat” dusze należało ugościć, aby zapewnić sobie ich przychylność i jednocześnie pomóc im w osiągnięciu spokoju w zaświatach. Podstawową formą obrzędową było karmienie i pojenie dusz (np. miodem, kaszą, jajkami, kutią i wódką) podczas specjalnych uczt przygotowywanych w domach lub na cmentarzach (bezpośrednio na grobach). Charakterystycznym elementem tych uczt było to, iż spożywający je domownicy zrzucali lub ulewali części potraw i napojów na stół, podłogę lub grób z przeznaczeniem dla dusz zmarłych. W niektórych rejonach przodkom należało jednak zapewnić także możliwość wykąpania się (na tę okoliczność przygotowywano saunę) i ogrzania. Ten ostatni warunek spełniano rozpalając ogniska, których funkcja tłumaczona jest niekiedy inaczej. Miały one oświetlać drogę wędrującym duszom, tak by nie zabłądziły i mogły spędzić tę noc wśród bliskich. Pozostałością tego zwyczaju są współczesne znicze zapalane na grobach. Ogień – zwłaszcza ten rozpalany na rozstajnych drogach – mógł mieć jednak również inne znaczenie. Chodziło o to, by uniemożliwić wyjście na świat demonom (duszom ludzi zmarłych nagłą śmiercią, samobójcom, topielcom itp.), które – jak wierzono – przejawiały w tym okresie wyjątkową aktywność. W pewnych regionach Polski, np. na Podhalu, w miejscu czyjejś gwałtownej śmierci każdy przechodzący miał obowiązek rzucić gałązkę na stos, który następnie co roku palono.
Szczególną rolę w obrzędach zadusznych odgrywali żebracy, których w wielu rejonach nazywano również dziadami. Ta zbieżność nazw nie była przypadkowa, ponieważ w wyobrażeniach ludowych wędrowni dziadowie-żebracy postrzegani byli jako postacie mediacyjne i łącznicy z „tamtym światem”. Dlatego zwracano się do nich z prośbą o modlitwy za dusze zmarłych przodków, w zamian ofiarowując jedzenie (niekiedy specjalne pieczywo obrzędowe przygotowywane na tę okazję) lub datki pieniężne. Praktykowane w ramach obrzędów zadusznych przekazywanie jedzenia żebrakom interpretowane jest niekiedy jako forma karmienia dusz przodków, co potwierdza fakt, że w niektórych rejonach dawano im właśnie ulubione potrawy zmarłego.

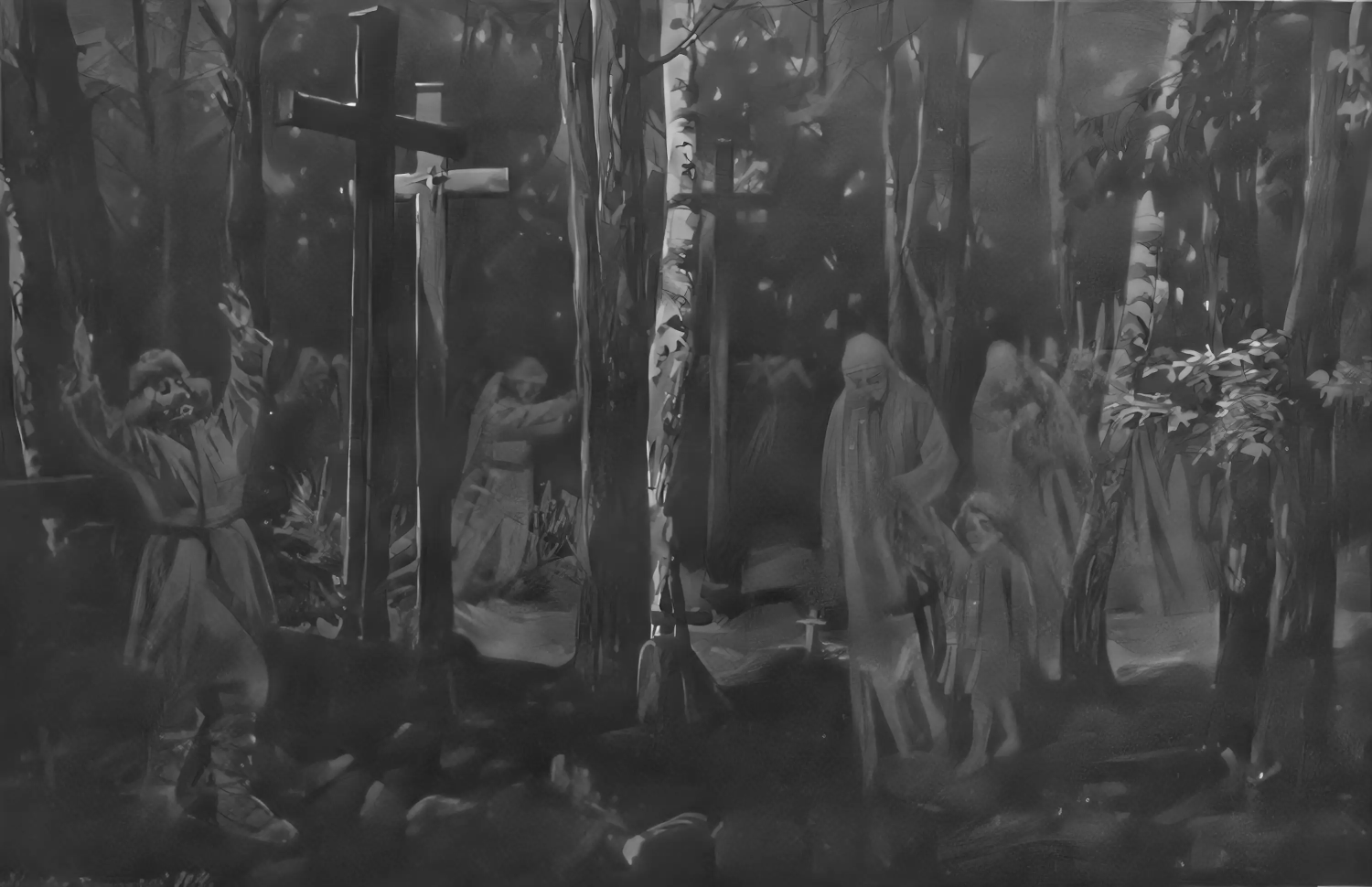
Cmentarz w noc dziadów. Stanisław Bagieński

Podczas tego święta obowiązywały liczne zakazy dotyczące wykonywania różnych prac i czynności, które mogłyby zakłócić spokój przebywających na ziemi dusz czy wręcz im zagrozić. Zakazywano m.in. głośnych zachowań przy stole i nagłego wstawania (co mogłoby wystraszyć dusze), sprzątania ze stołu po wieczerzy (żeby dusze mogły się pożywić), wylewania wody po myciu naczyń przez okno (aby nie oblać przebywających tam dusz), palenia w piecu (tą drogą – jak wierzono – dusze niekiedy dostawały się do domu), szycia, tkania lub przędzenia (żeby nie przyszyć lub uwiązać duszy, która nie mogłaby wrócić na „tamten świat”) czy pracy przy lnie.

### Obrzęd w literaturze
Ludowy obrzęd dziadów stał się inspiracją do II części Dziadów Adama Mickiewicza, których centralnym motywem są sceny wzywania dusz podczas wiejskiego zgromadzenia, odbywającego się w opuszczonej kaplicy na cmentarzu. Obrzędowi przewodniczy Guślarz (Koźlarz, Huslar), wygłaszający rytualne formuły i przywołujący dusze zmarłych przebywające w czyśćcu. Mają one powiedzieć, czego potrzeba im do osiągnięcia zbawienia i posilić się przeniesionymi dla nich potrawami.
Badania etnologiczne oraz literaturoznawcze wskazują jednoznacznie, że w utworze Mickiewicza mamy do czynienia ze stylizacją. Autor zaczerpnął z folkloru białoruskiego liczne elementy, poddał je artystycznej obróbce i stworzył oryginalny obraz. W rzeczywistości obrzędy dziadów odbywały się za czasów chrześcijańskich albo w domach, albo na cmentarzach przy grobach przodków lub też w miejscach związanych archetypowo (a często również i lokalizacyjnie) z dawnymi ośrodkami kultu – na wzgórzach, wzniesieniach, pod świętymi drzewami, w miejscach uważanych za święte (czasem rzeczywiście przy kaplicach, które często były budowane na dawnych miejscach kultu pogańskiego). Mickiewiczowskie nawiązania do terminów takich jak „czyściec” i „zbawienie” są wynikiem połączenia zwyczajów pogańskich z chrześcijańskimi.

### Współczesne obchody

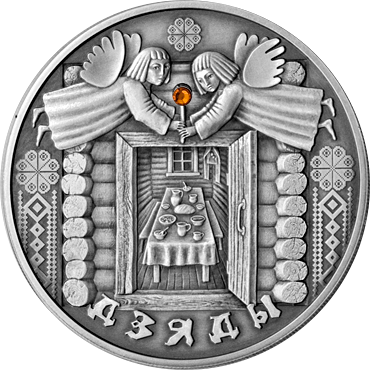
Białoruska srebrna moneta okolicznościowa „Dziady” o nominale 20 rubli.

Do dzisiaj w niektórych regionach wschodniej Polski, na Białorusi, Ukrainie i części Rosji kultywowane jest wynoszenie na groby zmarłych symbolicznego jadła w dwojakach. Dziady kultywuje też większość słowiańskich ruchów neopogańskich i rodzimowierczych. W Krakowie żywa jest tradycja święta Rękawki, stanowiącego lokalną wariację wiosennego święta przodków.

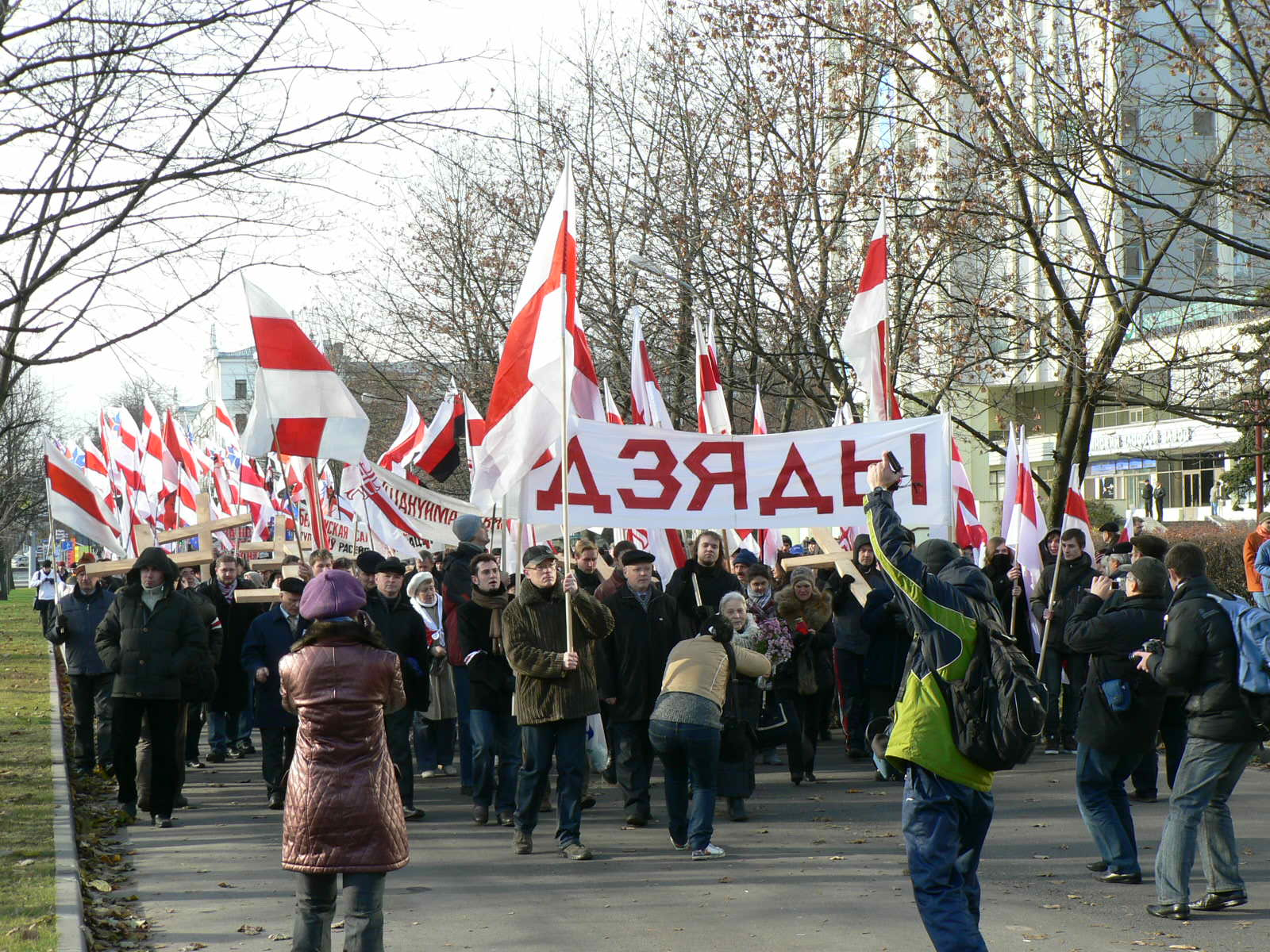
Marsz do Kuropat w 2009 r.

Na Białorusi dziady zaczęły zyskiwać na znaczeniu pod koniec lat 80. i były one szczególnie ważne dla białoruskich katolików, dla których ten dzień stał się symbolem pamięci ofiar komunistycznego reżimu. 30 października 1988 r. zorganizowano pierwsze masowe zgromadzenie, które nie zostało zorganizowane przez władzę, lecz przez aktywistów, które miało na celu upamiętnienie ofiar w XX-wiecznej Białorusi. Ówczesna władza, której się to nie spodobało, rozpędziła zgromadzenie przy pomocy milicji. Święto dziadów przestało być dniem wolnym od pracy w 1996, gdy święto zaczęto kojarzyć z demokratyczną opozycją. Obecnie setki tysięcy Białorusinów bierze urlop na żądanie, by 1 i 2 listopada uczcić przodków. W 2017 r. przewodniczący Konferencji Episkopatu Białorusi Tadeusz Kondrusiewicz powiedział, że święto dziadów powinno być dniem wolnym od pracy, a nie dzień rewolucji październikowej przypadający na 7 listopada. Poparł on też internetową petycję o nadanie dziadom statusu dnia wolnego od pracy, która obecnie zebrała ponad 2500 podpisów.

## Dziady a chrześcijaństwo
Chrześcijaństwo z jednej strony walczyło z pogańskimi obrzędami, sukcesywnie zakazując ich praktykowania, z drugiej strony próbowało adaptować niektóre z nich, dążąc do ich chrystianizacji. W przypadku dziadów zarówno Kościół katolicki, jak i prawosławny usiłowały zmarginalizować, a następnie zlikwidować święta pogańskie, wprowadzając na ich miejsce (w tych samych bądź zbliżonych momentach cyklu rocznego) święta i praktyki chrześcijańskie (odpowiednio radzicielskije suboty i zaduszki). Odmienną strategię przyjęto w kościele unickim, który zobowiązał księży do chodzenia wraz z ludnością wiejską na dziady i odmawiania tam modlitw Anioł Pański, Zdrowaś Mario i Wieczny Odpoczynek. W niektórych regionach księża uniccy odprawiali na cmentarzach specjalne procesje, podczas których święcili poszczególne groby oraz zbierali pozostawione na nich pożywienie i pieniądze.

## Galeria

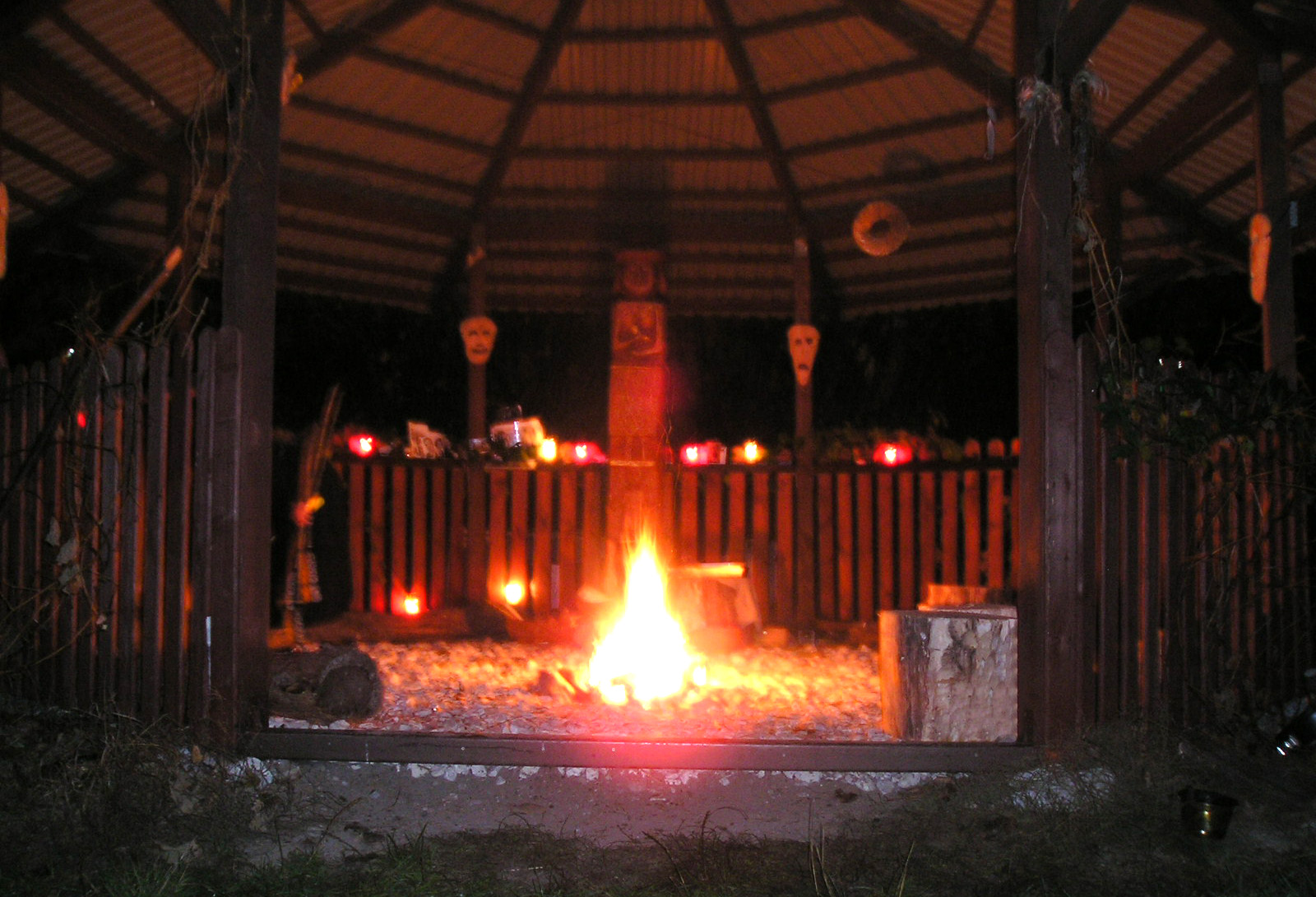
Chram Mazowiecki, RKP w trakcie obchodów święta dziadów w 2009
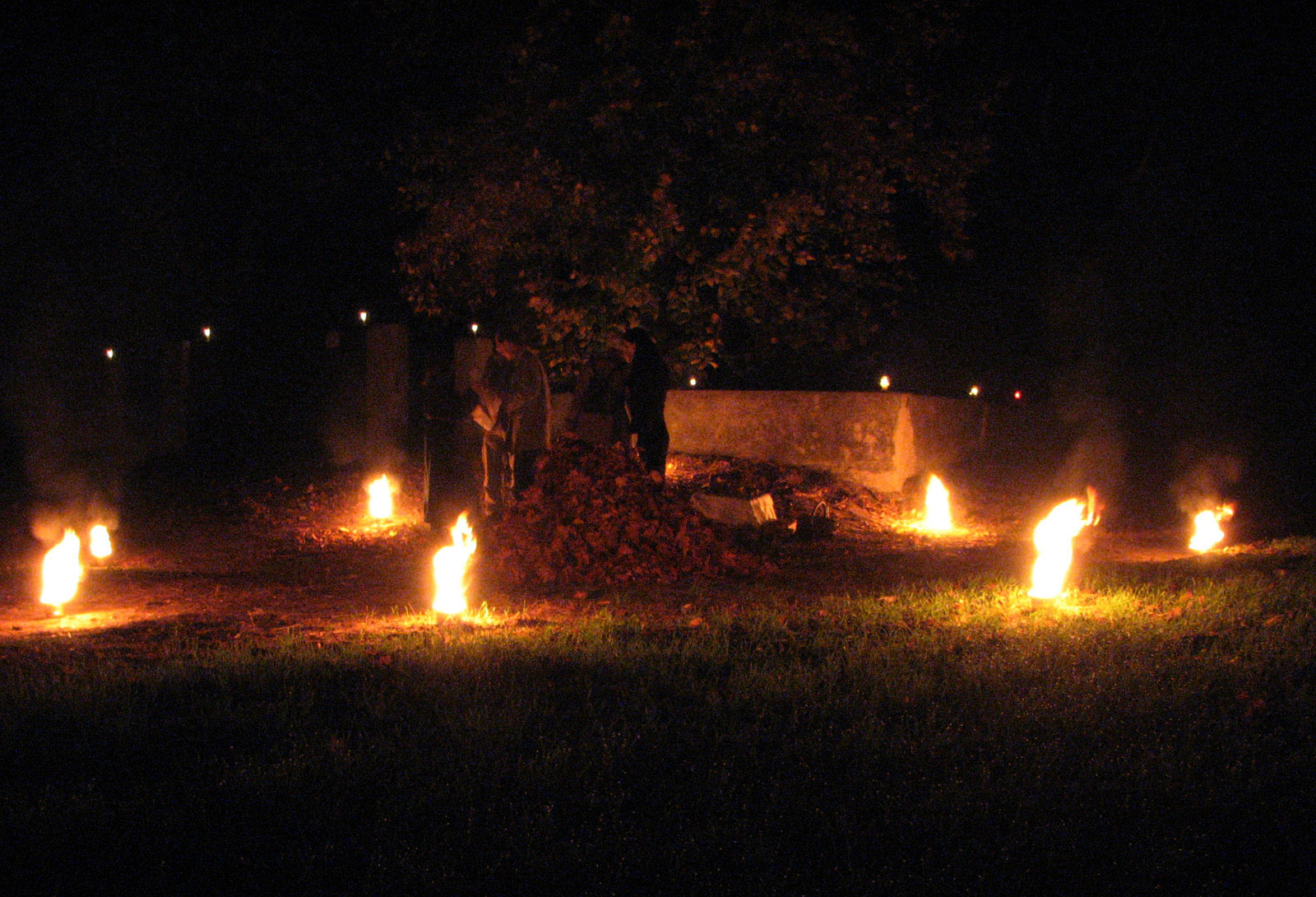
Przygotowania do obchodów święta dziadów – RKP, 2008, Pęcice
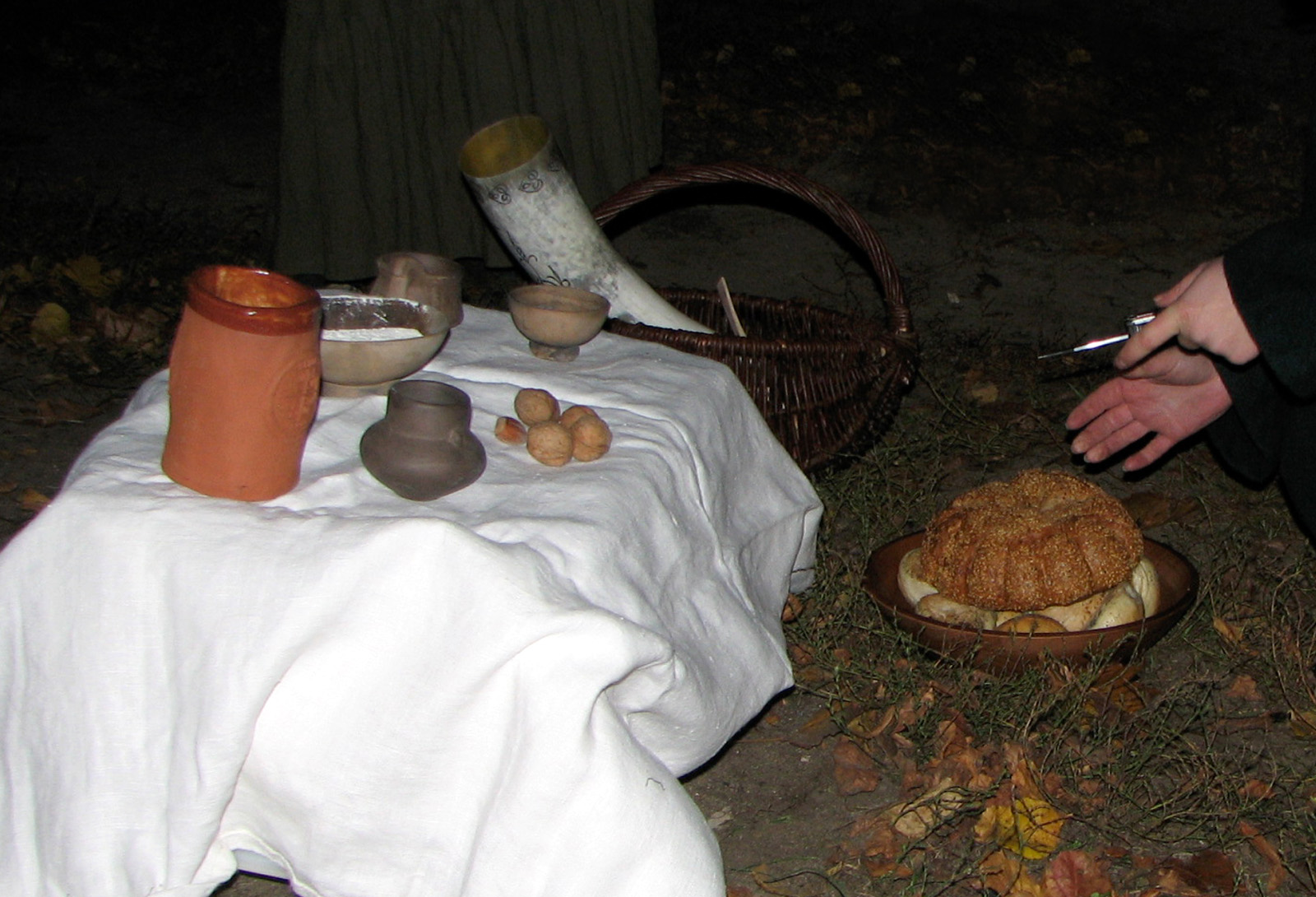
Przygotowanie obiaty w trakcie święta dziadów – RKP, 2008, Pęcice